# گابریله کاسادی
گابریله کاسادی (ایتالیایی: Gabriele Casadei؛ زادهٔ ۱۰ اوت ۲۰۰۲) قایقران کانو اهل ایتالیا است.
وی در مسابقات کشوری و بین‌المللی در مجموع برندهٔ ۱ مدال نقره، ۱ مدال برنز شده است.